# Настоящая Маккой
«Настоя́щая Макко́й» (англ. The Real McCoy) — кинофильм, боевик режиссёра Рассела Малкэхи.
The real McCoy — это идиома, означающая что-то настоящее, неподдельное, отличающееся высоким классом и качеством. Корни этого выражения уходят в прошлое шотландских кланов, а в разговорную речь оно вошло предположительно во времена «сухого закона» в США. Именно тогда своим высоким качеством прославился контрабандный алкоголь капитана Билла Маккоя, который ввозил в Штаты оригинальное канадское и британское виски, а также марочные вина.

## Сюжет
Действие происходит в Атланте. Главная героиня, Карен Маккой, занимается тем, что грабит банки. Во время последнего ограбления Atlanta Union Bank её предают соучастники, и Карен попадает на шесть лет в тюрьму. Выйдя из-за решётки, она хочет начать новую жизнь. Найти работу бывшей заключённой сложно, да ещё и офицер по надзору домогается до Карен, однако женщина твердо решила встать на путь исправления. Сын Карен Патрик вырос в новой семье. В прошлом супруг Карен Рой и его новая жена не разрешают бывшей заключенной свободно видеться с Патриком, сказав сыну, что его биологической матери нет в живых. Карен удаётся таки повидаться с сыном и она представляется как «старая знакомая мамы». Однажды Карен встречается с мелким уголовником Баркером, который оказывается «поклонником» её криминального прошлого. Случайно Баркер рассказывает об освобождении Карен преступному авторитету Джеку Шмидту, тому самому, из-за которого Маккой попала за решётку. Шмидт пытается уговорить Маккой пойти на новое дело, но Карен отказывается. Тогда бандиты берут в заложники её сына. Карен попыталась освободить сына, но из-за поломки автомобиля сама попала в плен к Шмидту.
Карен вынужденно соглашается. В кратчайшие сроки группа разрабатывает и совершает виртуозное по техническому исполнению проникновение в хранилище всё того же Atlanta Union Bank. Водителем банды становится Баркер. В тот момент, когда ценности уже нужно выносить наружу, оказывается, что чужие деньги Карен не интересуют. Она провоцирует срабатывание системы безопасности банка. Карен и Баркер уходят, а всех остальных захватывает полиция. После этого, взяв с собой сына и деньги, которые задолжал ей Шмидт, Карен с Баркером благополучно улетают в Рио-Де-Жанейро. Карен открывается сыну, кто она на самом деле.

## В ролях
| Актёр           | Роль         |
| --------------- | ------------ |
| Ким Бейсингер   | Карен Маккой |
| Вэл Килмер      | Баркер       |
| Теренс Стэмп    | Джек Шмидт   |
| Гейлард Сартейн | Гэри Бакнер  |
| Ник Сирси       | Рой Суини    |